# Race of the Year
La Race of the Year ('cursa de l'any' en anglès) va ser una cursa de motociclisme de velocitat no puntuable per a cap campionat que es va celebrar de forma ininterrompuda al circuit de Mallory Park, a Leicestershire (Anglaterra) en dos períodes: del 1958 al 1981 i del 1986 al 2008. A partir del 2011 es va recuperar ocasionalment i es va anar celebrant esporàdicament fins al 2018. Sovint, la cursa atreia pilots de renom internacional provinents del Campionat del Món de motociclisme i, més tard, de Superbike. Fins a la dècada del 1980, la victòria a la Race of the Year era una de les fites més prestigioses de la temporada. L'edició de 1971 ha passat als anals del motociclisme com a 'la cursa del segle' (Race of the Century) pel fet que el local John Cooper hi va batre l'aleshores quasi invencible Giacomo Agostini.

## Llista de guanyadors
Font:
| Any  | Pilot            | Motocicleta | Motocicleta |
| Any  | Pilot            | Cilindrada  | Fabricant   |
| ---- | ---------------- | ----------- | ----------- |
| 1958 | John Surtees     | 500cc       | MV Agusta   |
| 1959 | Bob McIntyre     | 500cc       | Norton      |
| 1960 | Mike Hailwood    | 500cc       | Norton      |
| 1961 | Gary Hocking     | 500cc       | MV Agusta   |
| 1962 | Derek Minter     | 500cc       | Norton      |
| 1963 | Mike Hailwood    | 500cc       | MV Agusta   |
| 1964 | Mike Hailwood    | 500cc       | MV Agusta   |
| 1965 | John Cooper      | 500cc       | Norton      |
| 1966 | Giacomo Agostini | 500cc       | MV Agusta   |
| 1967 | Mike Hailwood    | 297cc       | Honda       |
| 1968 | Mike Hailwood    | 297cc       | Honda       |
| 1969 | Giacomo Agostini | 500cc       | MV Agusta   |
| 1970 | John Cooper      | 350cc       | Yamsel      |
| 1971 | John Cooper      | 750cc       | BSA         |
| 1972 | Jarno Saarinen   | 350cc       | Yamaha      |
| 1973 | Phil Read        | 500cc       | MV Agusta   |
| 1974 | Barry Sheene     | 750cc       | Suzuki      |
| 1975 | Barry Sheene     | 750cc       | Suzuki      |
| 1976 | Steve Baker      | 750cc       | Yamaha      |
| 1977 | Pat Hennen       | 653cc       | Suzuki      |
| 1978 | Barry Sheene     | 500cc       | Suzuki      |
| 1979 | Kenny Roberts    | 500cc       | Yamaha      |
| 1980 | Randy Mamola     | 500cc       | Suzuki      |
| 1981 | Graeme Crosby    | 500cc       | Suzuki      |
|      |                  |             |             |
| 1986 | Roger Marshall   | 500cc       | Honda       |
| 1987 | Roger Marshall   | 1100cc      | Suzuki      |
| 1988 | Jamie Whitham    | 750cc       | Suzuki      |
| 1989 | Terry Rymer      | 750cc       | Yamaha      |
| 1990 | Terry Rymer      | 750cc       | Yamaha      |
| 1991 | Rob McElnea      | 750cc       | Yamaha      |
| 1992 | John Reynolds    | 750cc       | Kawasaki    |
|      |                  |             |             |
| 1994 | Matt Llewellyn   | 926cc       | Ducati      |
| 1995 | Chris Walker     | 250cc       | Honda       |
| 1996 | Ray Stringer     | 750cc       | Kawasaki    |
| 1997 | Jamie Vincent    | 500cc       | Honda       |
| 1998 | Chris Walker     | 750cc       | Kawasaki    |
| 1999 | Jamie Vincent    | 500cc       | Honda       |
| 2000 | Steve Plater     | 750cc       | Kawasaki    |
| 2001 | Michael Rutter   | 750cc       | Kawasaki    |
| 2002 | Glen Richards    | 750cc       | Kawasaki    |
| 2003 | Michael Rutter   | 998cc       | Ducati      |
| 2004 | John Reynolds    | 1000cc      | Suzuki      |
| 2005 | Glen Richards    | 1000cc      | Kawasaki    |
| 2006 | Chris Walker     | 1000cc      | Suzuki      |
| 2007 | Cal Crutchlow    | 1000cc      | Suzuki      |
| 2008 | Tom Sykes        | 1000cc      | Suzuki      |
|      |                  |             |             |
| 2011 | Sam Lowes        | 600cc       | Honda       |
|      |                  |             |             |
| 2014 | John Ingram      | 1000cc      | Kawasaki    |
| 2015 | Cancel·lada      | Cancel·lada | Cancel·lada |
| 2016 | Taylor Mackenzie | 1000cc      | BMW         |
| 2017 | Bradley Ray      | 1000cc      | Suzuki      |
| 2018 | Richard Cooper   | 1000cc      | Suzuki      |
| 2019 | Cancel·lada      | Cancel·lada | Cancel·lada |